# جیمز برک

مستند ارتباطات: جیمز برک شرح می‌دهد که چگونه طی فرایند هابر-بوش، آمونیاک ساخته می‌شود و در تولید کودهای صنعتی بکار می‌رود.

جیمز برک (انگلیسی: James Burke؛ زادهٔ ۲۲ دسامبر ۱۹۳۶) یک تاریخ‌نگارِ علم، گوینده، پدیدآور و تهیه‌کننده تلویزیونی اهل بریتانیا است.
علتِ شهرتِ او، مجموعه تلویزیونیِ مستندِ «ارتباطات» و همچنین مجموعهٔ علمی-فلسفیِ «روزی که کیهان دگرگون شد» است که دربارهٔ تاریخِ علم و تکنولوژی است.
روزنامهٔ واشینگتن پست وی را «یکی از مجذوب‌کننده‌ترین اندیشمندانِ جهان غرب» نامید.